# مدرسة حسين الغرابي

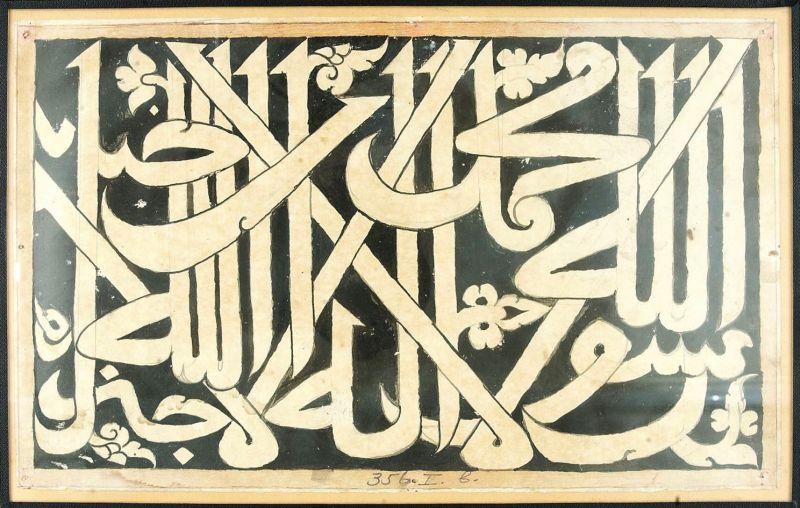
رسم. إقرار الإيمان الإسلامي الموقع

مدرسة حسين أفندي الغرابي هي من مدارس بغداد التاريخية التي اندرس أثرها، وكانت هذه المدرسة مطلة على نهر دجلة، وبابها يطل على شارع الرشيد، يحدها من الغرب مبنى سوق أورزدي القديم ومن الشرق جامع سيد سلطان علي، وهي ذات طابقين وبناؤها أثري قديم، شيدها حسين أفندي ابن عبد الله الغرابي عام 1092هـ/ 1681م، وشرط أن يكون فيها مدرس وعشرة طلاب يدرسون العلوم العقلية والنقلية، ووقف على لوازمها عقارات ومسقفات وجعل فيها مكتبة تضم نوادر الكتب المخطوطة من تفسير وحديث ولغة وفقه ونحو وصرف وفلسفة بموجب كتاب الوقفية المؤرخ في 24 ربيع الآخر عام 1104هـ/1692م، ولقد تصدر للتدريس فيها علماء أعلام وتخرج منها فضلاء، وآخر من تصدر للتدريس فيها الشيخ غلام رسول الهندي المتوفي عام 1912م، والسيد خليل الراوي. ولقد أغلقت في بداية القرن العشرين.